# Isodon assamicus
Isodon assamicus là một loài thực vật có hoa trong họ Hoa môi. Loài này được (Mukerjee) H.Hara mô tả khoa học đầu tiên năm 1985.